# Мельчор де Ліньян-і-Сіснерос
Мельчор де Ліньян-і-Сіснерос (ісп. Melchor Liñán y Cisneros; 19 грудня 1629 — 28 червня 1708) — іспанський прелат і колоніальний чиновник, віце-король Перу, губернатор Нового Королівства Гранада і президент Королівської авдієнсії Санта-Фе-де-Боготи.

## Біографія
Народився 1629 року в Мадриді. Навчався в Університеті Алькали, здобувши докторський ступінь з теології. Після закінчення навчання став священиком, був капеланом у Буїтраго, потім — слідчим Святої Інквізиції.
1664 року Мельчор де Ліньян вирушив до Америки, де спочатку став єпископом Санта-Марти, а 1667 року — архієпископом Чаркаса.
1671 року його з інспекцією відрядили до Боготи, де він зайняв пост губернатора та президента Королівської авдієнсії (до 1674). Також йому було доручено розслідування злочинів його попередника Дієго де Вільяльби, якого було звинувачено за 70 пунктами, в тому числі в корупції, розкраданні скарбниці й експлуатації корінних жителів.
Після завершення каденції в Новому королівстві Гранада повернувся до церковної діяльності, отримавши архієпископську кафедру в Лімі. 1678 року був призначений на посаду віце-короля Перу. На тому посту він збудував укріплення в порту Кальяо для відбиття нападів голландських піратів. Окрім того, він був змушений придушувати повстання католицьких священиків: францисканців у Куско й домініканців у Кіто, які були невдоволені призначеннями вищих церковних чинів з Іспанії, а не з місцевого духовенства. 1681 року вийшов у відставку.
Помер у Лімі 1708 року.